# Gård fra Pebringe, Sjælland (Frilandsmuseet)
Frilandsmuseets gård fra Pebringe ligger i museets sjællandske afdeling og kommer oprindeligt fra en frugtbar egn vest for Karise. Gården er meget markant på grund af sine karakteristiske skævheder og mange tilbygninger. Den indeholder en spændende og lang historie, både på sit hjemsted og som repræsentant for et genopførelsesprincip på Frilandsmuseet.
Gården er en lukket firelænget gård, med en gadeport mod gaden og med adgangsvej til engene nord for byen via ”snorten”. Bygningen er som vanligt på Sjælland bygget af bindingsværk i en moderat kvalitet, med store tavl. De er lerklinede på fletværket og væggene er kalkede helt hvide over både stok og sten. Gården har gavle af tjærede brædder, mens døre og vinduer er malet brune.
Gården fra Pebringe blev nedtaget i 1938-39 og åbnet på Frilandsmuseet i 1945. Den er genopført, som den så ud omkring 1800, dog med en lidt yngre indretning, f.eks. bemalinger fra 1836. Det blandede alderspræg svarer godt til virkeligheden, og indretningen er karakteristisk for et meget stort antal bondestuer i denne periode. Selvom gården er påfaldende vind og skæv, har den været velholdt, veldrevet og velhavende.

## Genopførelsesprincippet
Gården er en smuk illustration af, hvor levende en konstruktion bindingsværk er. Trærammen sætter sig og følger tidens og grundens kurver, mens vægge og tage følger med, fordi de jævnligt repareres eller skiftes ud. Gården er blevet genopført på en måde, så man ser alle spor af slitage, sætninger og vedligeholdelsesarbejder, som gårdens skiftende beboere har udført i tidens løb. Man kommer lidt tættere ind på livet af de mennesker, der har boet her og får et indblik i nogle af deres daglige udfordringer. At rette tømmeret i en væg eller fjerne tilføjelser og reparationer ville have fjernet noget af bygningens historie. Gården er et godt eksempel på et genopførelsesprincip, som ikke ønsker at vise repræsentativitet i egnens byggeskik, men i stedet ønsker at vise en gård, der i alle detaljer er genskabt, sådan som de særlige forhold her har gjort, at den er blevet overleveret til vor tid. Dette genopførelsesprincip blev lanceret af arkitekt Arne Ludvigsen og ses ikke tydeligere end i Pebringegården.

## Beboerne
Én og samme slægt beboede gården fra begyndelsen af 1700-tallet til Frilandsmuseets overtagelse i 1938. I 1719 var Jens Mortensen fæster på gården. Han var gift med Anne Jensdatter men da hun døde, giftede han sig med hendes søster Sidsel i 1729. Deres datter Else giftede sig i 1752 med Clemmen Pedersen, og de overtog fæstet. Da Clemmen døde i 1796, overgik gården til deres søn Niels Clemmensen, som var blevet gift med Karen Nielsdatter i 1788. Deres datter Sidse overtog gården sammen med sin mand, Jens Larsen omkring 1820, og deres søn Clemmen Jensen overtog den i 1871 som arvefæster sammen med sin kone, Maren. Deres søn Hans Jensen købte gården i 1928 for 35.000 kr. og blev gårdens sidste boboer.

## Rummene

### Stuehuset
Der er kun adgang til stuehuset gennem den lille forstue, som havde til formål at beskytte dagligstuen mod træk.

#### Dagligstuen
Stuen er indrettet som sædvanligt i Midtsjælland med et langbord og en bænk langs vinduesvæggen og et par omhængsenge ved den nordre væg. På gåsebænken havde mændene deres plads efter rang med husbond på bordendebænken. Kvindfolkene stod efter gammel sæd og skik op og spiste ved ydersiden af bordet. I bænkekrogen stod tobakskassen og ølkanden, mens klukflasken som kunne indeholde en hel pot brændevin, gemtes i hængeskabet. På væggene ses udskårne og bemalede paneler. Både de ældste fra 1625, de nyklassicistiske fra omkring 1800 og de sidst tilkomne fra 1836. I krogen står et standur fra slutningen af 1700-årene med en senere egetræs-ådring ligesom hængeskabet.
Stuens omhængsenge fylder de to fag nærmest kammeret mod øst. Her sov husbond og madmor sammen med børnene, mens disse var små. Mellem sengene og skorstenen er lavet en forhøjning med trægulv hævet lidt over det meget kolde lerstampede gulv. I denne lune krog bag bilæggerovnen og med lys fra vinduet mod nord, kunne kvinderne sidde med deres stillesiddende arbejde uden at få kolde fødder. Her står også vuggen og ved hjælp af et snoretræk fra rokken, kunne kvinderne spinde og vugge spædbarnet samtidigt. I stuen står en masse husgeråd og redskaber. Her var varmt, der var lys i olielampen over bordet, og her syslede både mænd og kvinder med deres arbejder.

#### Kammeret
Mod øst ligger kammeret, bare ét fag bredt med et bord og et par stole hvor der blev spist og spillet kort, når der kom gæster. I rummet kunne også stå en slagbænk til børnene, efterhånden som de flyttede fra sengene i stuen.

#### Øverstestuen
Fra kammeret kommer man ind i øverstestuen på tre og et halvt fag. Stuen kan ikke opvarmes, og her er opbevaringsmøbler primært standkister til tekstiler ligesom tekstilredskaber f.eks. uldhækken, står her. I øverstestuen blev der også holdt arbejdsgilder med efterfølgende mad, musik og dans.

#### Køkkenet
Fra dagligstuen kan man også gå ind i et etfags-køkken, hvor det meste af rummet består af den mægtige skorstens bundparti. Ildstedets type og placering karakteriserer hustypen, som et ”ovnhus”. På skorstenshammeren af egetræ, er indskåret forbogstaverne KPS og EIS samt ANNO 1779 (året hvor køkkenet blev renoveret). På arnebænken står trefødder og i skorstenen hænger kedelkrogen til gryder sammen med lysekællingen som gav lys i skorstenen så konen kunne se til skinker og pølser som hang til rygning. Fra skorstenen er der også indfyring til bageovnen. Bageovnen blev oprindeligt ikke genopført på Frilandsmuseet. Det skyldes, at ovnen var fjernet da museet erhvervede gården i 1938 og da museet ønskede at vise gården med alle tilføjelser og ændringer, blev det uden bageovn. I 1990’erne blev der dog rettet op på dette, ved at rekonstruere en bageovn ud fra oplysninger fra udgravningerne i forbindelse med nedtagningen af gården.

### Øvrige længer
Det var en stor og velhavende gård med et stort jordtilliggende. Gårdens udlænger er således indrettet, som det blev brugt i områder, hvor kornproduktionen var rigelig. Hver korntype har et separat laderum med logulv til tærskning. Stalddelen er stor, og rummer; fårehus, stort hønsehus, kostald og hestestald samt foder- eller skærelo, hvor man skar eller hakkede vinterfoder til dyrene. På Sjælland, hvor der i perioder skulle leveres meget hoveriarbejde til godserne, havde man mange heste. De var små efter nutidens standarder, og der skulle derfor flere til. I hestestalden er der således plads til 4-6 heste.
Under nedtagelsen af gården ønskede Nationalmuseet, der driver Frilandsmuseet, samtidigt at undersøge om der fandtes ældre bygningstræk, som kunne fortælle om jernalderbøndernes huse på Sjælland. Jernalderens huse var gravet ud rundt omkring på de jyske heder, men ikke på Sjælland. Pebringegårdens bygninger var udgangspunktet for interessen, men væsentlige resultater kom ud af selve udgravningen. Under stald- og ladelængerne blev der både fundet spor af bygninger fra middelalder og jernalder.

## Pebringegården som inspiration
Martin A. Hansen blev i 1948 efter et besøg i Pebringegården på Frilandsmuseet, inspireret til at skrive ”Tanker i en skorsten”, hvor en bondekone en stille stund sidder inde i skorstensrummet på en skammel med en stump brunsukker i munden og en underkop kaffe balancerende på fingerspidserne, mens hun ser ind i ilden og lader sine tanker om gammellivet stige op gennem skorstenen sammen med den pulserende røg.